# Jean Goudezki
Jean Goudezki (de son vrai nom Édouard Goudez), né le 20 décembre 1866 à  Louvignies-Bavay (Nord) et mort le 9 février 1934 dans la même ville, est un poète et chansonnier français.

## Biographie
Né en 1866, Jean Goudezki fait ses études à Valenciennes puis déménage à Paris pour étudier le Droit. Il se fait connaître pour avoir composé le premier sonnet holorime : Invitation (1892). Il fréquentait Le Chat noir, cabaret parisien où se réunissaient entre autres Alphonse Allais, Jean Richepin, Raoul Ponchon, Charles Cros, Jehan-Rictus, Maurice Rollinat et Aristide Bruant. Il est l'auteur de Hercule ou La Vertu récompensée, d'un recueil de poèmes intitulé Les vieilles histoires qui parut en 1893 aux éditions Ondet sous une couverture d'Henri de Toulouse-Lautrec et de Les Montmartroises : poésies et chansons édité en 1899.
Antidreyfusard et antisémite, il collabore à La Libre Parole, à L'Antijuif et écrit des poèmes et des livres contre les juifs
Jean Goudezki est aussi connu pour être le seul auteur de chansons des années 1890 à être ouvertement critique de la colonisation. Cela est frappant notamment dans son recueil Chansons de lisières (1895), où la chanson "La Soumission de Béhanzin" dénonce ironiquement la défaite du roi du Dahomey en 1894 face aux troupes françaises de colonisation, ce qui est une manière pour Goudezki de réécrire le fameux discours d'adieu que ce roi fit lors de sa reddition, en janvier 1894.

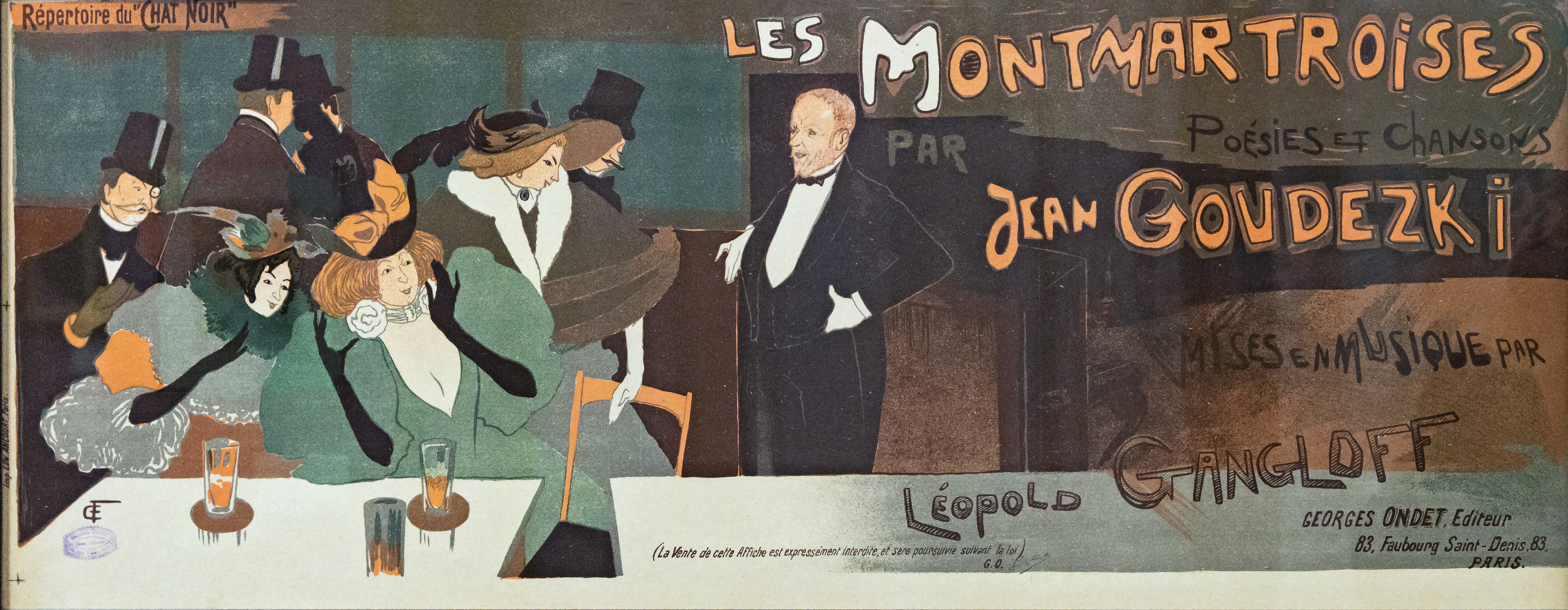
Les Montmartrois de Jean Goudezki et Léopold Gangloff (1891).
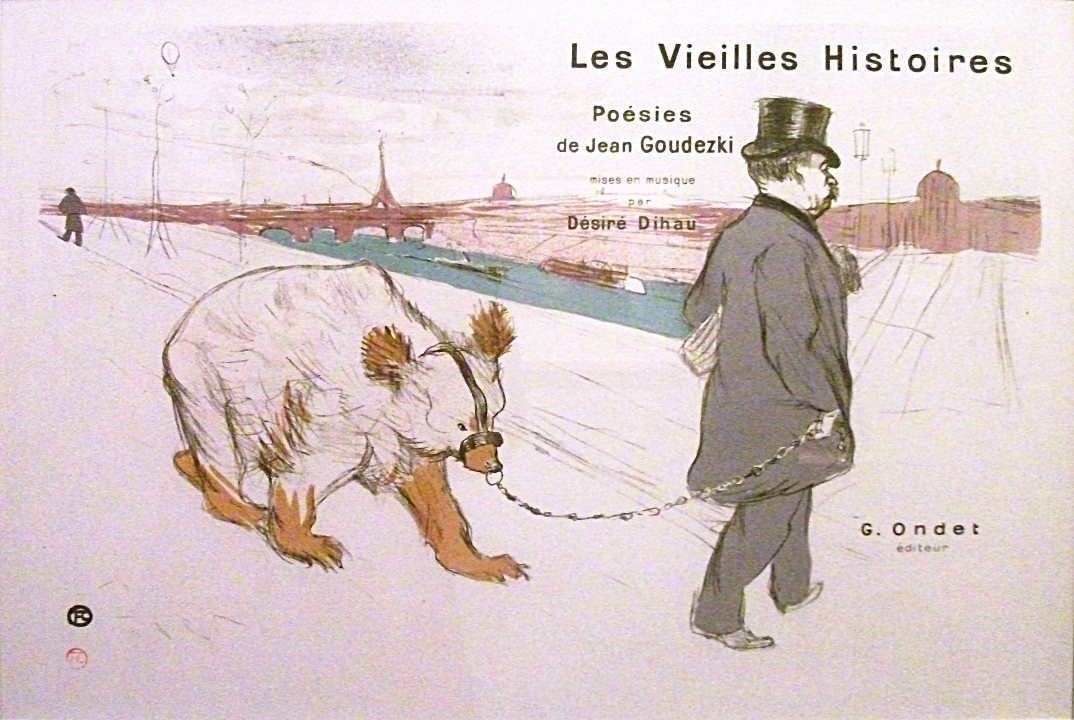
Henri de Toulouse-Lautrec, Les Vieilles Histoires. Le compositeur et bassoniste Désiré Dihau conduisant l'ours Goudezki à l'Institut par le pont des Arts

## Son poème holorime
Invitation

## Sources
- Humour et Humoristes, p. 194, Paul Acker, ed.H. Simonis Empis, 1899
- Les Montmartois, ed. André Roussard, 1993